# Timothy Carhart
Timothy Grunig, conocido como Timothy Carhart, (Washington, D. C., 24 de diciembre de 1953) es un actor estadounidense. Protagonizó el drama de CBS Island Son (1989–90) y ha tenido roles en CSI: Crime Scene Investigation (2000-2003) y 24 (2002). También protagonizó el reestreno en Broadway en 1992 de Un tranvía llamado Deseo. Sus apariciones en películas incluyen Los cazafanatasmas (1984), El cádillac rosa (1989), Thelma & Louise (1991), y Beverly Hills Cop III (1994).

## Primeros años
Carhart nació con el nombre de Timothy Grunig en Washington, D. C. y asistió a la escuela primaria y secundaria en Evanston, Illinois. Viajó a Esmirna y Ankara en Turquía, y a Verdún en Francia, antes de regresar a los Estados Unidos y estudiar teatro.

## Televisión
Carhartt hizo su debut como actor televisivo en la miniserie The Awakening Land de NBC en 1978.  A lo largo de la década de 1980, hizo apariciones especiales en varias series de televisión, incluidas Alfred Hitchcock presenta, Miami Vice y Crime Story. También apareció en dos episodios del drama criminal Spenser: For Hire.
En 1989, Carhart tuvo un papel secundario en la serie dramática Treinta y pico y era un habitual en la serie de drama médico Island Son de la CBS.
Carhart ha hecho apariciones especiales en varios programas de ciencia ficción, incluido en 1991, donde apareció en Quantum Leap, la serie de viajes en el tiempo protagonizada por Scott Bakula y Dean Stockwell. Más tarde ese año apareció como el teniente comandante Christopher Hobson en el estreno de la quinta temporada de Star Trek: The Next Generation, "Redemption (Part 2)". En 1995, fue una estrella invitada en la popular serie de ciencia ficción The X-Files, apareciendo como Virgil Incanto en el episodio "2Shy".
Otros programas de televisión en los que actuó como estrella invitada durante la década de 1990 incluyen Midnight Caller, Empty Nest, Roseanne, The Young Riders, L.A. Law, Law & Order, Strange World y Profiler.
Carhartt apareció en varias películas hechas para televisión durante la década de 1990, incluyendo Call Me Anna (1990), Quicksand: No Escape (1992) Smoke Jumpers (1996), America's Dream (1996) y Before Carhart Wakes (1998). Carhart también protagonizó dos miniseries de CBS, In a Child's Name (1991) y Gone in the Night (1996).
Entre 2000 y 2003, interpretó el papel de Eddie Willows en el exitoso drama criminal de CBS CSI: Crime Scene Investigation en cuatro episodios. En 2002,en la serie 24, de Fox interpretó al asistente del jefe de la NSA Eric Rayburn en cuatro episodios.
También ha hecho apariciones especiales en series como The Practice, UPN's The Twilight Zone, Frasier, Judging Amy, Standoff y en un episodio de 2007 de Law & Order: Criminal Intent titulado "Silencer". Fue invitado en  Criminal Minds en el episodio de la temporada 4, "Roadkill", como el detective Quinn que pide a la BAU que ayude a investigar después de que ocurra una serie de homicidios que parecen haber sido causados por el auto de un asesino en serie cerca de Bend, Oregón.

## Cine
Dos de los primeros créditos cinematográficos de Carhart fueron la exitosa comedia de terror de 1984 Los cazafantasmas y la comedia independiente The Party Animal.
En 1985, Carhart tuvo un papel secundario en el drama ganador de un premio Óscar Witness y la popular película de comedia romántica Desperately Seeking Susan. En el primero, desempeñó un papel secundario como un oficial de narcóticos encubierto cuyo brutal asesinato pone la historia en movimiento. También en 1985, apareció en la película dramática. Marie. En 1986, apareció en tres películas: Sweet Liberty, The Manhattan Project y Playing for Keeps.
Interpretó el segundo protagonista masculino en el drama de aventuras The Rescue (1988) y la comedia de acción El cádillac rosa (1989).  Además, se pudo ver en la exitosa película de comedia de 1988 Secretaria ejecutiva.
Apareció en películas como Thelma & Louise (1991), Red Rock West (1992) La caza del Octubre Rojo, Beverly Hills Cop III (1994), Candyman: Farewell to the Flesh (1995), Black Sheep (1996), y Air Force One (1997).
La película más reciente de Carhart fue Black Dawn de 2005 con Steven Seagal que se lanzó directo a DVD

## Teatro
En 1987, Carhart protagonizó una producción teatral de Don DeLillo The Day Room en el New York City Center. Por su actuación en esta producción, fue nominado para el Drama Desk Award for Outstanding Ensemble Acting de 1988.
En Broadway, Carhart interpretó a Harold "Mitch" Mitchell en el reestreno de 1992 de Un tranvía llamado Deseo de Tennessee Williams

## Filmografía
- Summerspell (1983) como Cecil Jr
- Los cazafantasmas (1984) como violinista
- The Party Animal (1984) como Studly
- Witness (1985) como Zenovich
- Desperately Seeking Susan (1985) como el novio de Victoria
- Marie (1985) como Clayton Dawson
- Sweet Liberty (1986) como Eagleton, Stunt Coordinator
- Playing for Keeps (1986) como Emmett
- The Manhattan Project (1986) como Relief Guard
- The Rescue (1988) como el teniente Phillips
- Lovers, Partners & Spies (1988) como Jack Smith
- Working Girl (1988) como Tim Draper
- El cádillac rosa (1989) como Roy McGuinn
- La caza del Octubre Rojo (1990) como Bill Steiner
- Thelma & Louise (1991) como Harlan Puckett
- Arenas movedizas (1992) como Charlie Grove
- Red Rock West (1993) como Deputy Greytack
- Heaven & Earth (1993) como Big Mike
- Beverly Hills Cop III (1994) como Ellis De Wald
- The X-Files (1995) como Virgil Incanto
- Candyman: Farewell to the Flesh (1995) como Paul McKeever
- Black Sheep (1996) como Roger Kovary
- Air Force One (1997) como agente del servicio secreto en Checkpoint (sin acreditar)
- CSI: Crime Scene Investigation (2000-2003, TV Series) como Eddie Willows
- 24 (2002, TV Series) como Eric Rayburn
- Motocrossed (2001, Film) como Edward Carson
- The Remake (2016) como Francis Zelski